# Emoia tetrataenia
Emoia tetrataenia este o specie de șopârle din genul Emoia, familia Scincidae, descrisă de Boulenger 1895. Conform Catalogue of Life specia Emoia tetrataenia nu are subspecii cunoscute.